# Cyprian Kamil Norwid

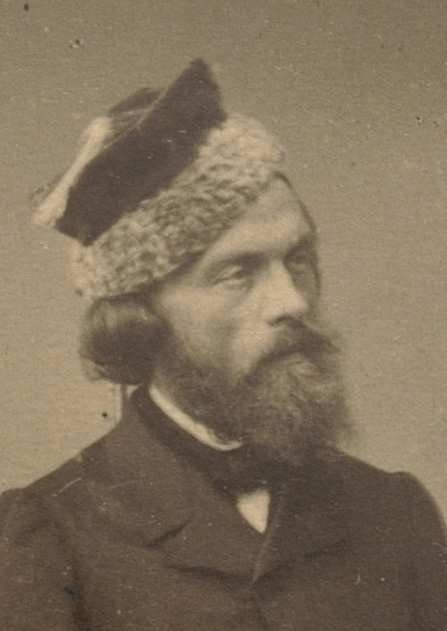
Cyprian Kamil Norwid.

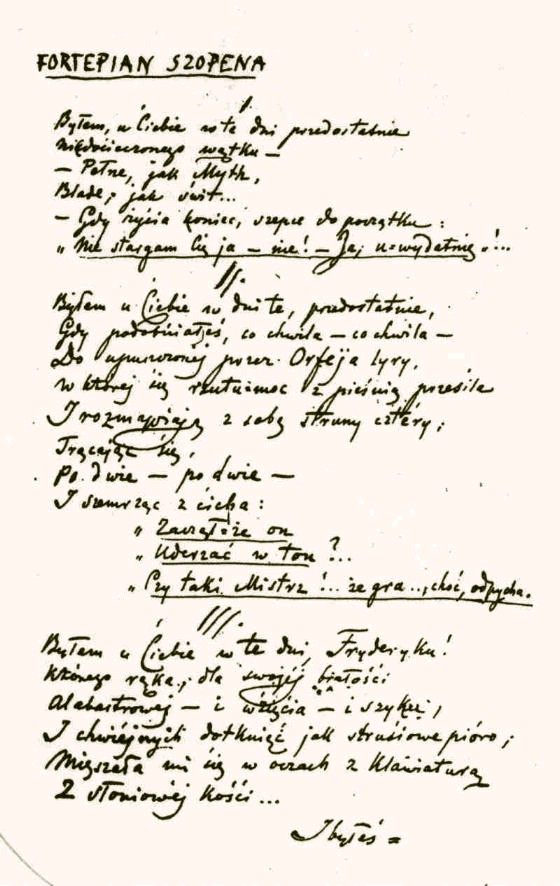
Manuscript av "Chopin's Piano"

Cyprian Kamil Norwid, född 24 september 1821 i Laskowo-Głuchy i Masovien, död 23 maj 1883 i Paris, var en polsk skald.
Norwid deltog i den polska emigrantrörelsen, reste 1853 till USA och bosatte sig 1856 i Paris. Redan i den första diktsamlingen, Pieśni spoleczne' (Sociala sånger, 1848), framträdde han som en själfull, mystisk skald på nationell grund. Hans förnämsta diktverk är dramerna Krakus, Wanda, Kleopatra och Promethidion. 
Först efter sin död blev Norwid uppskattad efter förtjänst. En del av hans skrifter utkom 1863 i samlingsverket "Biblioteka pisarzy polskich". Zenon Przesmycki publicerade sedan 1901 Norwids handskrifter i tidskriften "Chimera", jämte utförlig biografi och brev.